# Мун-Лейк (Флорида)
Мун-Лейк (англ. Moon Lake) — переписна місцевість (CDP) в США, в окрузі Паско штату Флорида. Населення — 4817 осіб (2020).

## Географія
Мун-Лейк розташований за координатами 28°17′52″ пн. ш. 82°36′20″ зх. д. / 28.29778° пн. ш. 82.60556° зх. д. (28.297893, -82.605576).  За даними Бюро перепису населення США в 2010 році переписна місцевість мала площу 15,11 км², з яких 14,07 км² — суходіл та 1,04 км² — водойми.

## Демографія
Згідно з переписом 2010 року, у переписній місцевості мешкало 4919 осіб у 1887 домогосподарствах у складі 1210 родин. Густота населення становила 326 осіб/км².  Було 2259 помешкань (149/км²).
Расовий склад населення:
| - 94,7 % — білих - 0,8 % — чорних або афроамериканців - 0,6 % — корінних американців - 0,4 % — азіатів |

До двох чи більше рас належало 2,7 %. Частка іспаномовних становила 5,7 % від усіх жителів.
За віковим діапазоном населення розподілялося таким чином: 23,5 % — особи молодші 18 років, 66,4 % — особи у віці 18—64 років, 10,1 % — особи у віці 65 років та старші. Медіана віку мешканця становила 38,9 року. На 100 осіб жіночої статі у переписній місцевості припадало 102,0 чоловіків;  на 100 жінок у віці від 18 років та старших — 105,0 чоловіків також старших 18 років.
Середній дохід на одне домашнє господарство  становив 39 987 доларів США (медіана — 30 524), а середній дохід на одну сім'ю — 47 381 долар (медіана — 37 346). Медіана доходів становила 29 135 доларів для чоловіків та 27 917 доларів для жінок. За межею бідності перебувало 28,0 % осіб, у тому числі 35,1 % дітей у віці до 18 років та 11,8 % осіб у віці 65 років та старших.
Цивільне працевлаштоване населення становило 1903 особи. Основні галузі зайнятості: освіта, охорона здоров'я та соціальна допомога — 24,3 %, будівництво — 16,3 %, роздрібна торгівля — 12,1 %, мистецтво, розваги та відпочинок — 12,0 %.